# Región administrativa especial de Oecusse-Ambeno
Oecusse (también Ocussi, Oekussi, Oekusi, Okusi, Oé-Cusse, Oecusse-Ambeno) es una región administrativa especial de Timor Oriental. Es un exclave costero en la parte oeste de la isla de Timor, separado del resto de Timor Oriental por Timor Occidental, que forma parte de Indonesia. Al norte del exclave se encuentra el mar de Savu. La capital de la provincia es Pante Macassar, llamado también Pante Makassar u Ocussi Town.
Fue en Pante Macassar donde la quinta columna del ejército indonesio hizo ondear la bandera de su país y tomó el control del enclave el 29 de noviembre de 1975, una semana antes de la invasión indonesia del resto de Timor Oriental. Aún bajo el dominio indonesio, Oecussi-Ambeno era administrado como parte de la provincia de Timor Oriental (Timor Timur en indonesio), igual que cuando era portuguesa como parte del Timor portugués. En consecuencia se convirtió en parte del estado de Timor Oriental cuando este alcanzó su independencia el 20 de mayo de 2002.